# Manuel de Clemente y Miró
Manuel de Clemente y Miró fue un marino español que tras participar de la lucha contra franceses y británicos, combatió contra la revolución iniciada en Buenos Aires en mayo de 1810. Adhirió al partido más extremo del absolutismo español y el favor del rey Fernando VII de España le permitió en la llamada Década Ominosa alcanzar el grado de brigadier y Jefe de Escuadra.

## Biografía
Nació en Sevilla en 1773, hijo de Sebastián de Clemente y Francia y de Manuela Miró y Agraz. El 14 de mayo de 1792 sentó plaza de Guardiamarina en la Compañía del Departamento Marítimo de Cádiz. El 4 de octubre de 1793 embarcó en el navío San Carlos y el 22 de noviembre trasbordó a la fragata Santa Rosa, con la que efectuó un viaje de instrucción a Cartagena. El 11 de abril de 1794 arribó a Cádiz tomando conocimiento de su ascenso a alférez de fragata dispuesto por la Real Orden del 3 de abril.
Sirvió luego por breves períodos en los navíos San Nicolás, Glorioso, Magnánimo y Galicia, destinado este último en la escuadra que al mando del capitán general Francisco de Borja y Poyo realizó un crucero por la costa cantábrica. Pasó luego brevemente al navío Purísima Concepción y al San Sebastián, que abandonó el 14 de septiembre de 1794. Recuperado, el 15 de octubre fue destinado al navío San Justo y poco después al Reina María Luisa, parte de la escuadra que al mando del capitán general Juan de Lángara combatió y apresó a la fragata francesa Ifigenia y el 17 de enero de 1795 recibió el encargo de marinar la presa, que por el mal estado del casco pudo arribar a Cádiz recién el 22 de junio.
Fue asignado al navío Europa, el 2 de noviembre pasó al Príncipe de Asturias y nueve días después al San Pedro Apóstol, parte de la escuadra del capitán general Ignacio María de Álava que partió con rumbo a Lima y a Filipinas. Permaneció en esas aguas hasta agosto de 1799 en que, trasladado a la fragata Nuestra Señora del Pilar, zarpó rumbo a San Blas, donde al arribar en febrero de 1800 tuvo que desembarcar por enfermo.
Tardó casi dos años en recuperarse, reincoporándose a principios de 1802. Pasó a La Habana, donde el 5 de octubre de 1803 fue promovido a alférez de navío. Solicitó retornar a la península y, concedido, embarcó en la fragata mercante Santa Rosa, que fue apresada en el cabo de San Vicente por un lugre británico. Se le permitió trasbordar a una fragata mercante danesa pero recién el 2 de febrero de 1805 regresaría a Cádiz. Asignado a la escuadra de Ignacio María de Álava, el 16 de agosto desembarcó nuevamente por enfermedad.
Reincorporado, el 8 de enero de 1806 fue destinado a la fragata Flora y fue puesto al mando de la cañonera n.º  27 y el falucho n.º  107 afectados a la protección de convoyes sobre las costas del oeste de la bahía de Cádiz. Mantuvo varios encuentros con fuerzas británicas, valiéndose del poco calado de sus buques que le permitían acercarse a la costa.
Tras la invasión napoleónica, participó entre el 9 y el 14 de junio de 1808 en los combates que terminaron con la rendición de la escuadra del almirante François Étienne de Rosily-Mesros en la bahía de Cádiz.
Regresó a su fragata, la que fue enviada a Montevideo zarpando el 1 de septiembre de 1808. La Flora permaneció afectada a ese Apostadero hasta el 3 de septiembre de 1810.
Ascendido por Real Orden del 29 de septiembre de 1809 al grado de teniente de fragata, recibió el mando de la sumaca Aránzazu, afectada al Primer bloqueo de Buenos Aires dispuesto tras la Revolución de Mayo de 1810, permaneciendo en este servicio hasta el 11 de enero de 1811, en que regresó a Montevideo.
El 14 de febrero recibió el mando del bergantín Cisne, que en conserva del Belén y los dos al mando del capitán de fragata Jacinto Romarate, zarparon con rumbo a San Nicolás de los Arroyos en el río Paraná, donde arribaron el día 2 de marzo y ese mismo día derrotaron a las fuerzas de Buenos Aires.
Por orden del virrey zarpó de Colonia del Sacramento con el Cisne rumbo a Santo Domingo Soriano, integrando la escuadrilla al mando de Juan Ángel Michelena. Allí el 3 de abril de 1811 participó del Combate de Soriano, durante el cual bombardeó el pueblo para proteger el desembarco de las tropas y su posterior reembarque al ser rechazadas por las milicias patriotas.
De regreso en Montevideo, el 8 de mayo de 1811 recibió el mando del bergantín Paraná. Al frente de una flotilla de cinco naves y transportando caudales, víveres y pólvora, zarpó rumbo al Paraguay con la orden de tomar el mando de las fuerzas navales de esa provincia. Al llegar frente a la ciudad de Corrientes ordenó el bombardeo de la ciudad por cerca de dos horas y arrojando 120 balas que si bien causaron poca destrucción en las edificaciones, dañaron algunos barcos amarrados en el puerto que debieron retirarse. Tras mantener un intercambio de artillería y conseguir desmontar una de las baterías enemigas regresó por considerar no factible el cumplimiento de sus órdenes.
Por recomendación de Francisco Javier de Elío, la Real Orden del 14 de agosto de 1811 lo promovió al grado de teniente de navío. En agosto mantuvo un duelo de artillería con una batería patriota de una única pieza situada en la bajada de Santa Fe, consiguiendo silenciarla.
Tras el fracaso del tercer bombardeo de Buenos Aires, fue puesto al frente de la escuadrilla destacada frente al puerto de Buenos Aires, arribando a la línea de bloqueo el 25 de abril de 1812. El 10 de julio dejó el mando por motivos de salud y debió ser trasladado a Montevideo. Ya recuperado zarpó con su buque para apoyar a las fuerzas que ocupaban Colonia del Sacramento, pero el 22 de agosto se encontraba nuevamente enfermo y tras entregar el mando regresó al Apostadero.
El 5 de marzo de 1813 embarcó en la corbeta Mercurio (capitán de fragata José Primo de Rivera), zarpando con rumbo a Lima, regresando a Montevideo el 27 de febrero de 1814. El 8 de marzo asumió el mando del Cisne, pero pocos días después se hizo cargo de la corbeta Mercedes, con la cual participó de un encuentro sin mayores consecuencias con una fragata y dos goletas enemigas.
Iniciada la Campaña Naval de 1814 por la escuadra de las Provincias Unidas del Río de la Plata no participó del combate de Martín García pero sí de la derrota final en el Combate naval del Buceo. Al frente de la Mercedes, consiguió salvar su nave y conducirla a puerto días después del combate. Derrotada la Real Armada, el sitio de Montevideo llegó prontamente a su fin y el 23 de junio las tropas de las Provincias Unidas entraban a la ciudad. Liberado Gaspar de Vigodet, último capitán general del Río de la Plata, de acuerdo a los términos de la capitulación, el 3 de julio de 1814 Clemente fue puesto al mando del bergantín Nancy y comisionado para transportar a Vigodet a Río de Janeiro. Allí tomó el mando de la urca Juana Paula y prosiguió a Cádiz arribando el 3 de febrero de 1815. Pasado el buque a desarme el 15 de julio, fue designado segundo ayudante secretario de la Capitanía General del Departamento de Cádiz.
El 3 de diciembre de 1819 fue ascendido a capitán de fragata y nombrado Comandante de las Reales falúas y de las tropas de la Marina que servían en la guardia real.
Convencido partidario del absolutismo, en 1820 se afilió al partido de los Apostólicos. Viéndose involucrado en la Sublevación de la Guardia Real de 1822 contra el gobierno constitucional, se vio obligado a ocultarse al fracasar el movimiento hasta que el 8 de julio de 1822 fue capturado. Golpeado y herido debió ser operado, siendo luego encerrado en la cárcel de Manzanares. Tras la invasión de los Cien Mil Hijos de San Luis, fue trasladado por los constitucionalistas primero al Castillo de las Peñas de San Pedro y luego a San Felipe de Játiva. El 16 de junio de 1823 fue liberado cuando se lo conducía a su ejecución y se presentó ante el duque del Infantado Pedro de Alcántara Álvarez de Toledo y Salm-Salm puesto por Fernando VII de España al frente del Consejo de Regencia.
El favor del monarca absoluto durante la Década Ominosa le aseguró rápidos ascensos sin servicios que lo justificaran; fue promovido a capitán de navío con antigüedad al 6 de junio de 1822 y confirmado como Comandante de las Reales falúas del Real Sitio del Buen Retiro y Casa de Campo, en palabras del mismo Clemente «empleo bastante bonito y sin responsabilidad», recibiendo la Cruz y Escudo de Fidelidad de 1.ª Clase.
El 14 de julio de 1825 fue ascendido al grado de brigadier y el 6 de diciembre de 1829 nombrado Jefe de Escuadra.
En el ejercicio de esas funciones, falleció el 30 de agosto de 1830 en su residencia de Madrid.
Recibió entre otras condecoraciones la Cruz de primera clase de la Real y Militar Orden de San Fernando, la Cruz de la Marina Laureada, la gran cruz de la Orden de San Hermenegildo y la Medalla del combate del 9 al 14 de junio de 1808.
Había casado en 1810 en Montevideo con Polonia Guerra Muñoz, hija de Rafael Guerra y de Juana Muñoz, con quien tuvo tres hijos: Manuel de Clemente y Guerra (1815, San Fernando, Isla de León), María del Carmen y María de los Dolores.